# Heart Attack Grill

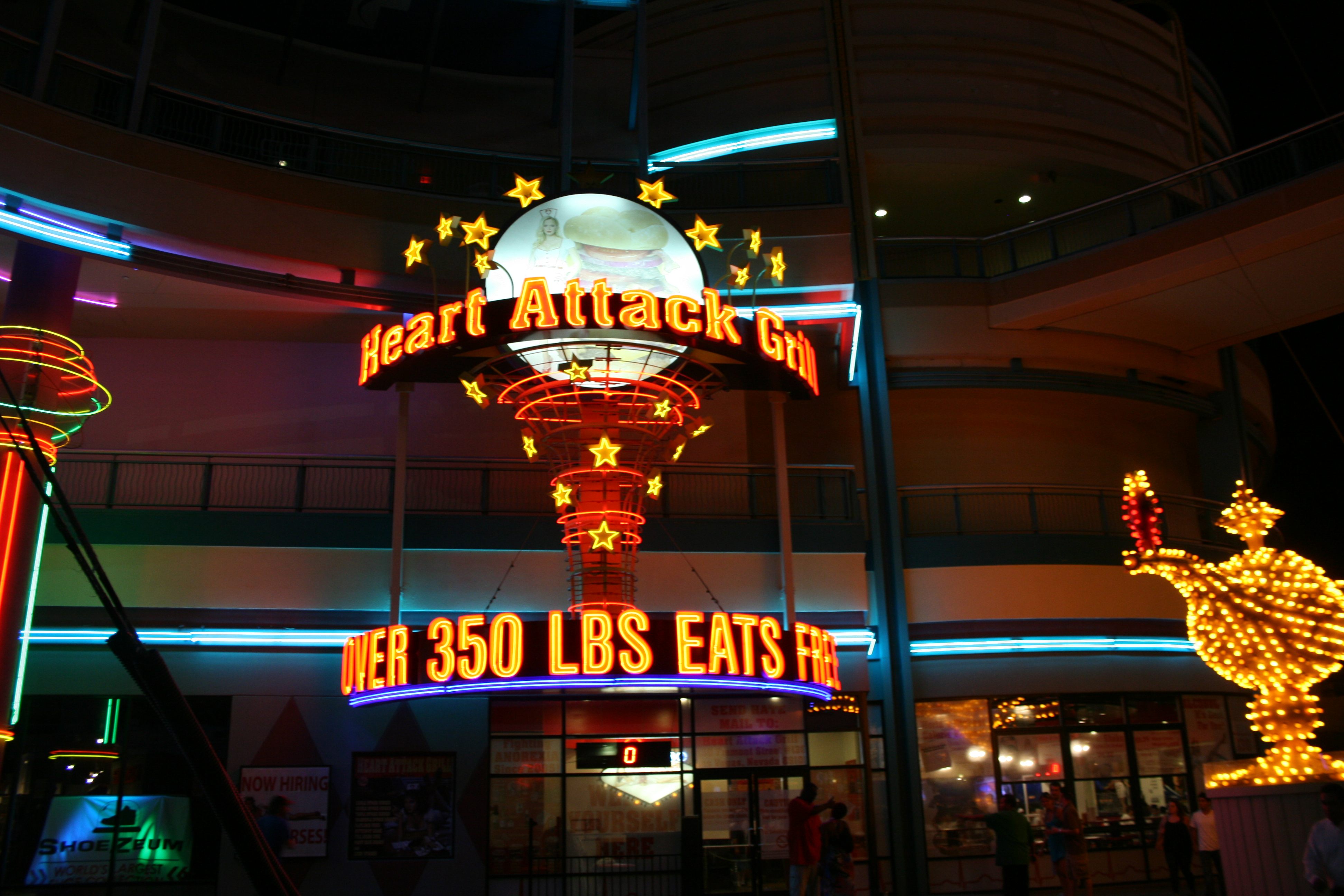
Eingang zum Restaurant mit der Ankündigung „Over 350 lbs eats free“: Gäste, die mehr als 159 kg wiegen, essen kostenfrei

Der Heart Attack Grill ist ein Hamburger-Restaurant in Las Vegas (Nevada). Das Restaurant wurde durch seine Gerichte mit sehr hohem Energiegehalt bekannt. Der „Quadruple Bypass“-Hamburger des Unternehmens erhielt im Jahr 2013 einen Eintrag im Guinness-Buch der Rekorde als energiereichster Hamburger der Welt. Das Restaurant liegt an der 450 Fremont Street am Haupteingang zum Fremont Street Experience in Downtown Las Vegas.

## Geschichte und Konzept
John Basso (genannt „Dr. Jon“) eröffnete Ende 2005 in Chandler in Arizona das Themenrestaurant mit Entertainment-Elementen. Gäste werden wie Patienten behandelt und erhalten Krankenhauskittel, die Kellnerinnen sind als verführerische Krankenschwestern verkleidet. Bestellungen sind Rezepte (prescriptions). Die Speisekarte bietet vor allem verschiedene Hamburger mit bis zu acht Hacksteak-Scheiben.
Falls Gerichte nicht vollständig verzehrt werden, erhalten die entsprechenden Gäste von den Kellnerinnen mit einem Holzbrettchen Klapse auf das Gesäß.
Gelingt es einem Gast dagegen, den Quadruple Bypass-Burger zu verzehren, wird er auf Wunsch von einer Kellnerin im Rollstuhl zu seinem Auto gefahren. Über 160 kg schwere Gäste essen umsonst, wenn sie sich vorher im Restaurant öffentlich wiegen lassen.
Im Mai 2011 wurde ein zweiter Heart Attack Grill in Dallas eröffnet, aber bereits einige Monate später wieder geschlossen. Ebenfalls im Jahr 2011 wurde das Restaurant in Chandler geschlossen und an der Fremont Street in Las Vegas wiedereröffnet. Es kam bereits zu zwei Todesfällen, die mit dem Restaurant in Verbindung gebracht wurden: der stark übergewichtige 29-jährige Blair River, der als Werbefigur für das Restaurant auftrat, starb im März 2011. Ein weiterer Stammgast, John Alleman, erlitt im Februar 2013 nach dem Restaurantbesuch einen tödlichen Herzinfarkt.

## Öffentliche Wahrnehmung
Bereits kurz nach seiner Eröffnung wurde zu dem Restaurant in nationalen Medien wie dem Wall Street Journal (Video) oder Fox News berichtet. Sowohl die aufreizend bekleideten Kellnerinnen („Breastaurant“), die Bezeichnung des Personals als Krankenschwestern und Ärzte sowie das offene Bewerben der energiereichen, ungesunden Ernährung wurden kritisiert.

## Im Fernsehen
Mehrfach wurde von Fernsehsendern in Nordamerika zum Heart Attack Grill berichtet, so beim Travel Channel („Extreme Pig-outs“), The History Channel („All You Can Eat“), Food Network Canada („World's Weirdest Restaurants“), ABC News, CBS, Showtime („7 Deadly Sins“) oder bei Fuse TV („Fluffy Breaks Even“).
In Spanien trat er in der 33. Episode der siebten Staffel der Fernsehsendung Madrileños por el mundo auf, die Las Vegas gewidmet ist, und auch in der zehnten Episode der zweiten Staffel der Fernsehsendung Viajeros Cuatro, gleichermaßen Las Vegas gewidmet.